# Ancistrorhynchus crystalensis
Ancistrorhynchus crystalensis là một loài thực vật có hoa trong họ Lan. Loài này được P.J.Cribb & Laan mô tả khoa học đầu tiên năm 1989.